# مایکل ئی براون
مایک براون (به انگلیسی: Mike Brown) زادهٔ ۵ ژوئن ۱۹۶۵، استاد سیاره‌شناسی در مؤسسه فناوری کالیفرنیا از سال ۲۰۰۳ و کاشف چندین اجرام آسمانی و اجسام فرانپتونی از جمله هائومیا، اریس و ماکی‌ماکی بوده‌است.